# 관음증 (영화)
"관음증"은 2016년에 개봉한 대한민국의 영화이다.

## 캐스팅
- 공대유 - 재훈 역
- 이윤선 - 미희 / 미진 역
- 노수람 - 혜령 역
- 이기웅 - 성호 역
- 임미주 - 불륜녀 역
- 정지은 - 만취녀 역
- 연지해 - 사진녀 역
- 강희중 - 노신사 역
- 한동희 - 비서 역
- 나소이 - 요가 강사 역
- 박영규 - 덩치 역
- 이주명 - 간호사 역
- 임종민 - 트레이너 역
- 정윤희 - 여학생 1 역
- 지연주 - 여학생 2 역
- 신재훈 - 남자아이 역
- 최재영 - 성 클리닉 남 역
- 김유신 - 형사 역
- 이종서 - 119대원 역
- 신중섭 - 관리인 역
- 이단비 - 꽃집녀 역
- 우수정 - 서점녀 역
- 박효진 - 스튜디오 손님 1 역
- 박정근 - 스튜디오 손님 2 역
- 아오이 츠카사 - 타이틀 여인 역(특별출연)